# Ozma (serie animata)
Ozma (オズマ?, Ozuma) è una serie televisiva anime del 2012 scritta da Leiji Matsumoto. In Italia è stata distribuita in lingua originale sottotitolata sulla piattaforma Rakuten Viki.

## Trama
La storia è ambientata sulla Terra in un futuro dove un'attività anormale sul Sole devasta l'atmosfera terrestre e ricopre l'intero pianeta in un mare di sabbia. Il protagonista, Sam, sta ricercando Ozma, un nemico di suo fratello. Un giorno Sam incontra Maya, che è inseguita dall'esercito di Theseus.

## Personaggi
- Sam Coyne (サム・コイン?, Samu Koin), doppiato da Tetsuya Kakihara
- Maya (マヤ?, Maya), doppiata da Rie Tanaka
- Mimay (ミメイ?, Mimei), doppiata da Ayumi Fujimura
- Bainas (バイナス?, Bainasu), doppiata da Atsuko Tanaka
- Gido Gaira (ギド・ガイラー?, Gido Gairā), doppiato da Shō Hayami

## Episodi
| Nº | Titolo italiano Giapponese 「Kanji」 - Rōmaji                          | In onda        | In onda |
| Nº | Titolo italiano Giapponese 「Kanji」 - Rōmaji                          | Giapponese     |         |
| 1  | La balena della Sabbia 「砂のクジラ」 - Suna no Kujira                 | 16 marzo 2012  |         |
| 2  | Il Limite della Navigazione in Immersione 「潜航限界」 - Senkou Genkai | 23 marzo 2012  |         |
| 3  | Un Milione di Anni di Dubbi 「千年の迷い」 - Chitose no Mayoi          | 30 marzo 2012  |         |
| 4  | Verso i Confini della Terra 「地の果てまで」 - Chi no Hate made        | 7 aprile 2012  |         |
| 5  | L'Uomo Dietro alla Maschera 「仮面の男」 - Kamen no Otoko              | 14 aprile 2012 |         |
| 6  | Il Giorno di Una Nuova Vita 「新生の日」 - Shinsei no Hi               | 21 aprile 2012 |         |

## Sigle
La sigla di apertura è Neverland degli F.T. Island, quella di chiusura è Utagoe (ウタゴエ?) di Nami Kizuki.